# 美聯歷年外野手金手套獎得主
以下列出美國職棒大聯盟美聯歷年在擔任外野手這個位置時獲得金手套獎（Gold Glove）的球員。
| 金手套獎 | 金手套獎 | 金手套獎 | 金手套獎 | 金手套獎 | 金手套獎 | 金手套獎 | 金手套獎 |
| -------- | -------- | -------- | -------- | -------- | -------- | -------- | -------- |
| 美聯:    | 投手     | 捕手     | 一壘手   | 二壘手   | 游擊手   | 三壘手   | 外野手   |
| 國聯:    | 投手     | 捕手     | 一壘手   | 二壘手   | 游擊手   | 三壘手   | 外野手   |

（註：每年選三個外野手）
| 年份    | 球員 - 球隊 |
| ------- | --- |
| 1957年† | 米尼·米諾索 - 芝加哥白襪（左） 威利·梅斯 - 紐約巨人（中）（國聯） 艾爾·卡萊恩 - 底特律老虎（右）                        |
| 1958年  | Norm Siebern - 紐約洋基（左） Jimmy Piersall - 波士頓紅襪（中） 艾爾·卡萊恩 - 底特律老虎（右）                          |
| 1959年  | 米尼·米諾索 - 克里夫蘭印地安人（左） 艾爾·卡萊恩 - 底特律老虎（中） 傑基·簡森 - 波士頓紅襪（右）                        |
| 1960年  | 米尼·米諾索 - 芝加哥白襪（左） Jim Landis - 芝加哥白襪（中） 羅傑·馬里斯 - 紐約洋基（右）                               |
| 1961年  | Jimmy Piersall - 克里夫蘭印地安人 Jim Landis - 芝加哥白襪 艾爾·卡萊恩 - 底特律老虎                                      |
| 1962年  | 米奇·曼托 - 紐約洋基 Jim Landis - 芝加哥白襪 艾爾·卡萊恩 - 底特律老虎                                                   |
| 1963年  | 卡尔·雅泽姆斯基 - 波士頓紅襪 Jim Landis - 芝加哥白襪 艾爾·卡萊恩 - 底特律老虎                                           |
| 1964年  | Vic Davalillo - 克里夫蘭印地安人 Jim Landis - 芝加哥白襪 艾爾·卡萊恩 - 底特律老虎                                       |
| 1965年  | 卡尔·雅泽姆斯基 - 波士頓紅襪 湯姆·崔許 - 紐約洋基 艾爾·卡萊恩 - 底特律老虎                                              |
| 1966年  | 湯尼·奧利瓦 - 明尼蘇達雙城 Tommie Agee - 芝加哥白襪 艾爾·卡萊恩 - 底特律老虎                                            |
| 1967年  | 保羅·布萊爾 - 巴爾的摩金鶯 卡尔·雅泽姆斯基 - 波士頓紅襪 艾爾·卡萊恩 - 底特律老虎                                        |
| 1968年  | 米奇·史坦利 - 底特律老虎 卡尔·雅泽姆斯基 - 波士頓紅襪 Reggie Smith - 波士頓紅襪                                         |
| 1969年  | 米奇·史坦利 - 底特律老虎 卡尔·雅泽姆斯基 - 波士頓紅襪 保羅·布萊爾 - 巴爾的摩金鶯                                        |
| 1970年  | 米奇·史坦利 - 底特律老虎 肯·貝瑞 - 芝加哥白襪 保羅·布萊爾 - 巴爾的摩金鶯                                                |
| 1971年  | 卡尔·雅泽姆斯基 - 波士頓紅襪 阿莫斯·歐提斯 - 堪薩斯市皇家 保羅·布萊爾 - 巴爾的摩金鶯                                    |
| 1972年  | 肯·貝瑞 - 加州天使 Bobby Murcer - 紐約洋基 保羅·布萊爾 - 巴爾的摩金鶯                                                   |
| 1973年  | 阿莫斯·歐提斯 - 堪薩斯市皇家 米奇·史坦利 - 底特律老虎 保羅·布萊爾 - 巴爾的摩金鶯                                        |
| 1974年  | 阿莫斯·歐提斯 - 堪薩斯市皇家 Joe Rudi - 奧克蘭運動家 保羅·布萊爾 - 巴爾的摩金鶯                                         |
| 1975年  | 弗瑞德·林恩 - 波士頓紅襪 Joe Rudi - 奧克蘭運動家 保羅·布萊爾 - 巴爾的摩金鶯                                             |
| 1976年  | 德懷特·埃文斯 - 波士頓紅襪 Joe Rudi - 奧克蘭運動家 Rick Manning - 克里夫蘭印地安人                                      |
| 1977年  | Al Cowens - 堪薩斯市皇家 Juan Beniquez - 德州遊騎兵 卡尔·雅泽姆斯基 - 波士頓紅襪                                        |
| 1978年  | 弗瑞德·林恩 - 波士頓紅襪 德懷特·埃文斯 - 波士頓紅襪 Rick Miller - 加州天使                                              |
| 1979年  | 弗瑞德·林恩 - 波士頓紅襪 德懷特·埃文斯 - 波士頓紅襪 Sixto Lezcano - 密爾瓦基釀酒人                                      |
| 1980年  | 弗瑞德·林恩 - 波士頓紅襪 威利·威爾森 - 堪薩斯市皇家 Dwayne Murphy - 奧克蘭運動家                                        |
| 1981年  | 德懷特·埃文斯 - 波士頓紅襪 瑞奇·韓德森 - 奧克蘭運動家 Dwayne Murphy - 奧克蘭運動家                                      |
| 1982年  | 德懷特·埃文斯 - 波士頓紅襪 戴夫·溫菲爾德 - 紐約洋基 Dwayne Murphy - 奧克蘭運動家                                        |
| 1983年  | 德懷特·埃文斯 - 波士頓紅襪 戴夫·溫菲爾德 - 紐約洋基 Dwayne Murphy - 奧克蘭運動家                                        |
| 1984年  | 德懷特·埃文斯 - 波士頓紅襪 戴夫·溫菲爾德 - 紐約洋基 Dwayne Murphy - 奧克蘭運動家                                        |
| 1985年  | 德懷特·埃文斯 - 波士頓紅襪（並列） 戴夫·溫菲爾德 - 紐約洋基 Dwayne Murphy - 奧克蘭運動家（並列） Gary Pettis - 加州天使 |
| 1986年  | 克爾比·帕基特 - 明尼蘇達雙城 傑西·巴菲爾德 - 多倫多藍鳥 Gary Pettis - 加州天使                                          |
| 1987年  | 克爾比·帕基特 - 明尼蘇達雙城 傑西·巴菲爾德 - 多倫多藍鳥 戴夫·溫菲爾德 - 紐約洋基                                        |
| 1988年  | 克爾比·帕基特 - 明尼蘇達雙城 迪馮·懷特 - 加州天使 Gary Pettis - 底特律老虎                                              |
| 1989年  | 克爾比·帕基特 - 明尼蘇達雙城 迪馮·懷特 - 加州天使 Gary Pettis - 底特律老虎                                              |
| 1990年  | 艾利斯·伯克斯 - 波士頓紅襪 肯·小葛瑞菲 - 西雅圖水手 Gary Pettis - 德州遊騎兵                                            |
| 1991年  | 克爾比·帕基特 - 明尼蘇達雙城 肯·小葛瑞菲 - 西雅圖水手 迪馮·懷特 - 多倫多藍鳥                                            |
| 1992年  | 克爾比·帕基特 - 明尼蘇達雙城 肯·小葛瑞菲 - 西雅圖水手 迪馮·懷特 - 多倫多藍鳥                                            |
| 1993年  | 肯尼·洛夫頓 - 克里夫蘭印地安人 肯·小葛瑞菲 - 西雅圖水手 迪馮·懷特 - 多倫多藍鳥                                          |
| 1994年  | 肯尼·洛夫頓 - 克里夫蘭印地安人 肯·小葛瑞菲 - 西雅圖水手 迪馮·懷特 - 多倫多藍鳥                                          |
| 1995年  | 肯尼·洛夫頓 - 克里夫蘭印地安人 肯·小葛瑞菲 - 西雅圖水手 迪馮·懷特 - 多倫多藍鳥                                          |
| 1996年  | 肯尼·洛夫頓 - 克里夫蘭印地安人 肯·小葛瑞菲 - 西雅圖水手 Jay Buhner - 西雅圖水手                                         |
| 1997年  | 伯尼·威廉斯 - 紐約洋基 肯·小葛瑞菲 - 西雅圖水手 吉姆·艾德蒙斯 - 安那罕天使                                              |
| 1998年  | 伯尼·威廉斯 - 紐約洋基 肯·小葛瑞菲 - 西雅圖水手 吉姆·艾德蒙斯 - 安那罕天使                                              |
| 1999年  | 伯尼·威廉斯 - 紐約洋基 肯·小葛瑞菲 - 西雅圖水手 尚恩·格林 - 多倫多藍鳥                                                  |
| 2000年  | 伯尼·威廉斯 - 紐約洋基 傑梅恩·戴伊 - 堪薩斯市皇家 戴林·厄斯泰 - 安那罕天使                                              |
| 2001年  | 鈴木一朗 - 西雅圖水手 托利·杭特 - 明尼蘇達雙城 麦克·喀麦隆 - 西雅圖水手                                                 |
| 2002年  | 鈴木一朗 - 西雅圖水手 托利·杭特 - 明尼蘇達雙城 戴林·厄斯泰 - 安那罕天使                                                 |
| 2003年  | 鈴木一朗 - 西雅圖水手 托利·杭特 - 明尼蘇達雙城 麥克·喀麥隆 - 西雅圖水手                                                 |
| 2004年  | 鈴木一朗 - 西雅圖水手 托利·杭特 - 明尼蘇達雙城 韋諾恩·威爾斯 - 多倫多藍鳥                                               |
| 2005年  | 鈴木一朗 - 西雅圖水手 托利·杭特 - 明尼蘇達雙城 韋諾恩·威爾斯 - 多倫多藍鳥                                               |
| 2006年  | 鈴木一朗 - 西雅圖水手 托利·杭特 - 明尼蘇達雙城 韋諾恩·威爾斯 - 多倫多藍鳥                                               |
| 2007年  | 鈴木一朗 - 西雅圖水手 托利·杭特 - 明尼蘇達雙城 格雷迪·塞斯摩爾 - 克里夫蘭印地安人                                       |
| 2008年  | 鈴木一朗 - 西雅圖水手 托利·杭特 - 洛杉磯安那罕天使 格雷迪·塞斯摩爾 - 克里夫蘭印地安人                                   |
| 2009年  | 鈴木一朗 - 西雅圖水手 托利·杭特 - 洛杉磯安那罕天使 亞當·瓊斯 - 巴尔的摩金莺                                             |
| 2010年  | 鈴木一朗 - 西雅圖水手 卡爾·克勞福 - 坦帕灣光芒 Franklin Gutiérrez - 西雅圖水手                                          |
| 2011年  | 艾力士·古登 - 堪薩斯市皇家 雅戈比·艾爾斯布里 - 波士頓紅襪 尼克·馬卡克斯 - 巴爾的摩金鶯                                  |
| 2012年  | 艾力士·古登 - 堪薩斯市皇家 亞當·瓊斯 - 巴爾的摩金鶯 喬希·雷迪克 - 奧克蘭運動家                                          |
| 2013年  | 艾力士·古登 - 堪薩斯市皇家 亞當·瓊斯 - 巴爾的摩金鶯 謝恩·維克托里諾 - 波士頓紅襪                                        |
| 2014年  | 艾力士·古登 - 堪薩斯市皇家 亞當·瓊斯 - 巴爾的摩金鶯 尼克·馬卡克斯 - 巴爾的摩金鶯                                        |
| 2015年  | 約尼斯·塞佩達斯 - 底特律老虎 凱文·基爾邁爾 - 坦帕灣光芒 Kole Calhoun - 洛杉磯天使                                       |
| 2016年  | 布萊特·加德納 - 紐約洋基 凱文·基爾邁爾 - 坦帕灣光芒 穆奇·貝茲 - 波士頓紅襪                                              |
| 2017年  | 艾力士·古登 - 堪薩斯市皇家 拜倫·布克斯頓 - 明尼蘇達雙城 穆奇·貝茲 - 波士頓紅襪                                          |
| 2018年  | 艾力士·古登 - 堪薩斯市皇家 小傑基·布萊德利 - 波士頓紅襪 穆奇·貝茲 - 波士頓紅襪                                          |
| 2019年  | 艾力士·古登 - 堪薩斯市皇家 凱文·基爾邁爾 - 坦帕灣光芒 穆奇·貝茲 - 波士頓紅襪                                            |
| 2020年  | 艾力士·古登 - 堪薩斯市皇家 路易斯·羅伯特 - 芝加哥白襪 喬伊·蓋洛 - 德州遊騎兵                                            |
| 2021年  | 安德魯·班尼坦迪 - 堪薩斯市皇家 麥可·A·泰勒 - 堪薩斯市皇家 喬伊·蓋洛 - 紐約洋基                                          |
| 2022年  | 史蒂文·關 - 克里夫蘭守護者 邁爾斯·史卓 - 克里夫蘭守護者 凱爾·塔克 - 休士頓太空人                                        |
| 2023年  | 凱文·基爾邁爾 - 多倫多藍鳥 史蒂文·關 - 克里夫蘭守護者 阿多利斯·賈西亞 - 德州遊騎兵                                      |
| 2024年  | 史蒂文·關 - 克里夫蘭守護者 道爾頓·瓦修 - 多倫多藍鳥 Wilyer Abreu - 波士頓紅襪                                           |

† 1957年時只從兩個聯盟選出一名